# تپه چشمه سراب
تپه چشمه سراب مربوط به عصر مس - سده‌های اولیه دوران‌های تاریخی پس از اسلام است و در شهرستان نهاوند، بخش مرکزی، دهستان گاماسیاب، ۱۰۰ متری ضلع شرقی چشمه سراب گاماسیاب واقع شده و این اثر در تاریخ ۲۵ آبان ۱۳۸۷ با شمارهٔ ثبت ۲۳۷۲۳ به‌عنوان یکی از آثار ملی ایران به ثبت رسیده است.